# Moquegua (departement)

Regionens läge i Peru

Moquegua är ett av 24 departement i Peru.
Det är ett litet departement i södra Peru som sträcker sig från kusten till höglandet. Departementets namn kommer från Quechua och betyder "tyst plats". Departementets huvudort är staden Moquegua, men hamnstaden Ilo är mer kommersiellt aktiv.

## Administrativ indelning

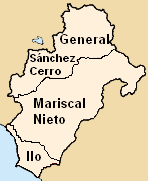
Karta över Moquegua som visar dess provinser

Departementet är indelat i tre provinser, som består av 20 distrikt.
Provinserna, med huvudorterna inom parentes, är:
- General Sánchez Cerro (Omate)

Provinsen har elva distrikt: Omate, Chojata, Coalaque, Ichuña, La Capilla, Lloque, Matalaque, Puquina, Quinistaquillas, Ubinas, Yunga
- Ilo (Ilo)

Provinsen har tre distrikt: El Algarrobal, Ilo, Pacocha
- Mariscal Nieto (Moquegua)

Provinsen har sex distrikt: Moquegua, Carumas, Cuchumbaya, Samegua, San Cristóbal, Torata

## Geografi
Regionens vulkaner och bergsformationer gör geografin anmärkningsvärd. Den har bildats av de uppströms liggande sträckorna av Tambofloden, en av de kraftigast strömmande av kustfloderna. Floden bildar djupa dalar, vilka kan delas in i tre sektorer, den första i nordväst, som bildar Puquina-La Capilla sektorn. Dessa är verkliga oaser som omges av klipporna, torra bergssidor och några terrasser där odlingar är möjliga. Alfalfa av hög kvalitet, likaväl som frukt, speciellt grapefrukt, produceras här, tack vare gynnsamt klimat och bördig jord. Den andra sektorn är Omatedalen, en av de mest befolkade och bördiga jordarna i regionen. Ubinasvulkanen, som är Perus mest aktiva vulkan, ligger strax i närheten. Längs bergssidorna är jorden bördig i kontrast till höglandets isolerade och sterila jordar. I södra delen av Tambofloden ligger staden Carumas, som tillsammans med Puquina och Omate, är områdets livligaste punkter. Moqueguafloden har ett kort lopp och bildas av sina källfloder Toratafloden, Huaracanefloden och Tumilacafloden. Efter att den passerar regionens huvudort, gräver den ned sig i en djup canyon som kallas Osmore och byter då samtidigt namn till Ósmorefloden.
Vid kusten finns stora kolonier av sjölejon.

## Gränser
Moquegua gränsar till Arequipa i norr, Puno i öster, Tacna i söder, och Stilla havet i väster.

## Ekonomi
Områdets största inkomster kommer från gruvindustrin varvid kopparutvinningen i Cuajone är en av de viktigaste i världen. För närvarande finns planer på i samarbete med Bolivia skapa en industriell och ekonomisk tullfri zon. 
Alfalfa, frukt och oliver odlas i de bördiga dalarna.

## Demografi

### Befolkning
Enligt 1993 års folkräkning i Peru, har Moquegua en befolkning på 128 747 invånare, av vilka 51,9 % (66 843) är män och 48,1 % (61 904) är kvinnor. 2002 beräknades befolkningen i departementet enligt INEI uppgå till 156 750.
Urbaniseringsgraden är cirka 83 procent. I huvudorten Moquegua bor 48 600 invånare 2000.

### Språk
Spanska är hemspråk för 75% av befolkningen; övriga talar Aymara (12,7 %), Quechua (10,9 %), övriga språk (0,1 %) och främmande språk (0,2 %).

### Immigration
Personer som kommer från andra av landets regioner utgör 37,8% av befolkningen och 0,2% av invånarna är födda utomlands.
Den största gruppen immigranter kommer från Puno (14,7% av totala befolkningen) och från Arequipa (9,9%).

### Åldersfördelning
Befolkningen fördelar sig på olika åldrar enligt nedan:
| Ålder | Procent |
| ----- | ------- |
| 65–   | 4,8%    |
| 45–64 | 13,4%   |
| 25–44 | 28,6%   |
| 20–24 | 9,9%    |
| –20   | 43,3%   |

## Utbildning
Av befolkningen har 33,3 procent gymnasieutbildning och 5,5 procent har också examen från högre utbildning (annan än universitet), 4,3 procent har fullföljt universitetsstudier. 37,9 procent har endast grundskola och 7,1 procent har inte fått någon utbildning.
Analfabetismen i departementet uppgår till 10 procent.

## Historia
Inkafolkets muntliga tradition som dokumenterades av de spanska krönikörerna har sedan länge talat om att dagens Moquegua-region befolkades av en liten grupp människor kända som "pukinas" och "kollas" innan inkaväldet uppstod. Enligt Garcilaso de la Vega, var det Inkan Mayta Capac som organiserade den militära expeditionen för att expandera Cusco-imperiet längs denna del av kusten (Quntisuyu, dvs delen väster om Cusco).
Eftersom detta var ett bördigt område, som gjorde det möjligt att försörja en större befolkning, beslöt inkaarmens officerare att grunda städerna Cuchuna och Moquegua. På så sätt befäste de också inkafolkets dominans i de erövrade områdena. 
Arkeologisk forskning som skett under de senaste decennierna har spritt avsevärt ljus över Moqueguas äldsta historia, vilket gett denna avlägsna del av Peru en unik plats i dess historia. Arkeologiska undersökningar och utgrävningar har visat en obruten bosättning från 10 000 f.Kr. fram till våra dagar. Tiahuanaco-kulturen var den äldsta och viktigaste i Moqueguaområdet och bidrog till uppkomsten av Chiribaya-kulturen under perioden 900–1350 e.Kr. 
Det finns inga tillförlitliga uppgifter om den spanska erövringen eller när Moquegua grundades. Antagligen grundades staden den 25 november, 1541 av Pedro Cansino och hans hustru, Josefa de Bilbao. 
Hamnen i Ilo, som invigdes samma dag, växte i betydelse när flera kvarnar byggdes upp 1713 för att mala det vete som producerades i regionen. 
Moquegua utmärkte sig under självständighetskriget. Av detta skäl fick Moquegua stadsprivilegier av den högsta representationsförsamlingen den 19 januari, 1823. 
En av de främsta ledarna i självständighetskriget var den Moqueguanfödde fältmarskalken Domingo Nieto. Han kämpade heroiskt i Slaget vid Junín och vid Slaget vid Ayacucho. Till hans ära uppkallades presidentens hedersvakt efter honom fram till för några år sedan. 
Under Salpeterkriget, härjades Moquegua svårt av de chilenska trupperna, som skövlade staden och angrep civilbefolkningen. Området påverkades negativt av den chilenska ockupationen som sträckte sig över flera år.
Området har drabbats av jordbävningar, bland annat en kraftig i juni 2001. 